# Brigadier Sabari
Brigadier Sabari, beter bekend onder de alternatieve titel Opération Coup de Poing, is een single in het Dioula van de Ivoriaanse zanger Alpha Blondy uit 1982.
De B-kant van de single was het liedje The End.
Het nummer verscheen op het album Jah Glory uit 1982, dat hij samen met The Natty Rebels uitbracht en was zijn eerste hit. Het handelt door middel van een satirische tekst over politiegeweld, gebaseerd op een gebeurtenis waarbij Alpha Blondy bij een protest bijna om het leven kwam.

## Meewerkende artiesten
- Producer
  - Clive Hunt

## Versie 2 Belgen
Opération Coup de Poing is tevens een Engelstalige single van de Belgische band 2 Belgen uit 1984.
De titeltrack is een cover van de hit van Alpha Blondy. De  B-kant van de single was het liedje Same Song Never Again.
Het nummer verscheen op het album Trop Petit uit 1985.

### Meewerkende artiesten
- Producer
  - Rembert De Smet
- Muzikanten
  - Herman Celis (drums, effecten)
  - Rembert De Smet (basgitaar, effecten, gitaar, percussie, synthesizer, zang)
  - Jean-Lou Nowé (backing vocals)
  - Pat Riské (percussie)